# Експлозија (албум)
Експлозија, други је студијски албум југословенског хард рок бенда Метро. 

## Списак песама
1. Звук мотора 04:04
2. Погледај у небо видећеш рај 03:53
3. Нек живи Rock'N Roll 04:23
4. Срећа прати храбре 03:06
5. Седми је дан 04:07
6. Непристојна понуда 03:58
7. Експлозија 04:51
8. Амен! 03:45
9. Војник туге 05:27

## Музичари
- Бранко Савић – вокал
- Горан Ратковић – гитара
- Ђорђе Илић – гитара
- Ненад Јовановић Шека – бас
- Предраг Саздановић – клавијатуре
- Бранислав Каштеварац - бубњеви
- Пит Кордус - гитара